# Storia di uno studente
Storia di uno studente (The Schoolboy's Story) è un racconto scritto da Charles Dickens nel 1853.
Come altri racconti brevi dell'autore, fu pubblicato nell'edizione speciale natalizia della rivista letteraria Household Words. Con stile e tematiche tipiche di Dickens, è apprezzato nei paesi anglosassoni, ma è tradotto e pubblicato in Italia nel 2012, nella raccolta Racconti dal Focolare - Gli inediti di Charles Dickens.